# Masirana taioensis
Masirana taioensis är en spindelart som beskrevs av Teruo Irie och Ono 2005. Masirana taioensis ingår i släktet Masirana och familjen Leptonetidae. Inga underarter finns listade i Catalogue of Life.